# Arcidiecéze Moncton
Arcidiecéze Moncton (latinsky Archidioecesis Monctonensis) je římskokatolická metropolitní arcidiecéze na území kanadské provincie Nový Brunšvik se sídlem v městě Moncton, kde se nachází katedrála Nanebevzetí P. Marie. Tvoří součást kanadské církevní oblasti Atlantik. Současným arcibiskupem je Valéry Vienneau.

## Církevní provincie
Jde o metropolitní arcidiecézi, jíž jsou podřízena tato sufragánní biskupství:
- Diecéze Bathurst,
- Diecéze Edmundston,
- Diecéze Saint John (Nový Brunšvik).

## Stručná historie
Arcidiecéze byla zřízena v roce 1936 jako metropolitní. V roce 1984 ji navštívil papež Jan Pavel II.